# Juan M. Banderas
No confundir con Juan Banderas "El Yaqui".
El general Juan M. Banderas alias El Agachado (Tepuche, Culiacán Sinaloa, 24 de junio de 1872-10 de febrero de 1918, Ciudad de México) fue un militar mexicano que participó en la Revolución mexicana.

## Inicios
Juan Manuel Banderas Araiza nació el 24 de junio de 1872, en Tepuche, pequeño poblado situado a pocos kilómetros al norte de la ciudad de Culiacán, por uno de los tres caminos que salen de la capital de Sinaloa, rumbo a la sierra, que se comparte con los estados de Chihuahua y Durango. Fueron sus padres: Francisco Banderas Valenzuela y María Jesús Araiza Castañeda. Cursó la educación primaria en la escuela del profesor Tito Flores, por lo que muy joven aprendió a leer y escribir. “Su valor personal, la reciedumbre de su carácter y su odio a la injusticia hicieron que su juventud fuera azarosa”. "Banderas fue un hombre corpulento, fuerte, medía 1.90 metros de estatura y su sola presencia imponía respeto. Era valiente y arrojado hasta la temeridad y nunca se dejó que le pisaran un callo. Hombre de campo sincero y fuerte, bondadoso de corazón y firme en sus ideas políticas". Por un defecto físico que le obligaba a caminar encorvado, fue apodado "El Agachado".
Banderas trabajaba en una mina, cuando algo que presenció cambiaría su vida: Un capataz norteamericano que trataba brutalmente a los peones de mina y había asesinado a varios, golpeaba a un minero mexicano, Banderas interviene, enfrenta a puñetazos al agresivo capataz, dominándolo con su fortaleza física y evitando que siga castigando al peón. Humillado y lleno de furia el gringo sacó su pistola y el de Tepuche se vio obligado a matarle.
Eludió la persecución de las autoridades, refugiándose en la ciudad de Durango, donde estuvieron a punto de aprehenderlo, por lo que se fue a trabajar de peón al mineral de San Fernando, enclavado en la sierra duranguense, en los límites con Sinaloa y Chihuahua. Ahí evadió nuevamente a sus perseguidores de una forma espectacular, ya que sin ayuda de nadie se enfrentó a balazos con 25 rurales, logrando escaparse. Banderas huyó a la sierra de Badiraguato, Sinaloa, y se escondió entre los barrancos en un lugar denominado Los Placeres. En la mentalidad de los serranos de esa zona de Sinaloa, Durango y Chihuahua, se formó una admirable imagen de Banderas, de macho, justiciero y valiente, cualidades muy apreciadas en el mundo rural.
Luego que pasaron varios años, en 1905 regresó Banderas a Culiacán, donde un comerciante, minero y funcionario del gobierno, cacique paternalista de una extensa zona de la serranía del Distrito de Culiacán, Fortunato de la Vega arregló con su amigo el gobernador Cañedo, para que ya no se persiguiera a Banderas, y le dio trabajo como guardián en sus fundos mineros. Posteriormente lo recomendó como guardaespaldas y caballerango, a la familia de su hermana Alejandra y de su sobrino Diego Redo de la Vega, yéndose Banderas a vivir a la hacienda de El Dorado, acompañado de su familia. Banderas, agradecido por la protección recibida, mantuvo siempre una relación amistosa, con la familia Redo, más allá de las diferencias políticas. Cuando Diego Redo se convirtió en gobernador del estado, Banderas se incorporó al Cuerpo de Policía Rural de la Federación. 
El fraude realizado en las elecciones primarias del 26 de junio de 1910, que permitió a Díaz reelegirse para el periodo 1910-1916, hizo cambiar de opinión al hasta entonces pacifista Madero, convencido de que solo la revolución terminaría con la dictadura, proclama el Plan de San Luis Potosí en octubre de 1910, declarándose Presidente Provisional de la República y convocando a que “el día 20 del mes de noviembre, de las seis de la tarde en adelante”, todos los ciudadanos de la República se levanten las armas.
En el Sinaloa de 1910 solo el 7% de la población vivía en zonas urbanas, constituidas solamente por las cabeceras distritales, y el restante 93% habitaba los espacios rurales. Las ciudades y Villas tenían menores perspectivas revolucionarias, por lo escaso de su población, porque en ellas se concentraban los estratos sociales más reaccionarios, las familias de ricos hacendados, mineros y comerciantes; la clase media y otros grupos sociales comprometidos con el régimen de la dictadura.
En contraste con la pasada campaña electoral maderista, asentada principalmente en el ámbito urbano y semiurbano, sostenida por profesionistas, artesanos, empleados y obreros. Los partidarios más activos de la lucha armada vivían en las zonas rurales, eran mineros-gambusinos, rancheros-vaqueros y campesinos-labradores. Grupos sociales determinados por las contradicciones de la sociedad, para desarrollar el movimiento armado revolucionario. En el campo y la sierra predominaban el descontento social y las simpatías para la revolución, además lo abrupto de la serranía favorecía el desarrollo de actividades guerrilleras. El Plan de San Luis Potosí, fue respaldado en muchas regiones del país. En Sinaloa, en los distritos de El Fuerte, Sinaloa, Mocorito, Culiacán y Mazatlán se preparaban sublevaciones, acatando el plan de Madero.
Amado A. Zazueta, acomodado comerciante, originario de Sataya, pero avecindado en Culiacán, que había sido elegido vocal, del Club Antirreleccionista de Culiacán, recibió del propio Madero, un ejemplar del Plan de San Luis Potosí. Apasionado maderista, Zazueta se decidió a seguir el sendero de la revolución.
Juan M. Banderas se encontraba en la Villa de Sinaloa, donde se desempeñaba como jefe del destacamento de rurales de ese Distrito. A causa de su amistad con Zazueta, Banderas había adquirido conciencia política de la situación nacional. Zazueta lo llamó a Culiacán para que se uniese al movimiento, Banderas no lo dudó y se unió.

## Maderismo
El general Juan M. Banderas, se caracterizó por ser el jefe militar más importante en Sinaloa, durante la revolución contra Porfirio Díaz; y el sinaloense más destacado de los que lucharon junto a Villa y Zapata. Luego del triunfo revolucionario en 1911, el movimiento popular que se generó para demandar la sustitución de los poderes legislativo y judicial de Sinaloa y que después también exigió la renuncia del Gobernador Interino Celso Gaxiola Rojo, mostró en las calles de las principales ciudades del estado, la inconformidad de la mayoría de los maderistas sinaloenses, con los Tratados de Ciudad Juárez. El liderazgo de Banderas en la lucha armada de 1911 y su gestión como Presidente de la Junta Militar del Estado, le permitieron obtener el apoyo del pueblo para ocupar el cargo de Gobernador Interino, luego de la renuncia de Celso Gaxiola, pese a la oposición de Francisco I. Madero y del gobierno federal.
Banderas ha sido el único gobernador sinaloense que ha defendido, y con éxito, la soberanía de Sinaloa, resistiendo la intromisión en los asuntos estatales, del gobierno federal, del Presidente Interino Francisco León de la Barra y sus ministros. Tampoco aceptó, de ningún modo, las órdenes injerencistas, impositivas, antidemocráticas, de Madero. Su breve, pero sobresaliente gestión gubernamental, logrando la efectividad del sufragio, garantizando el desarrollo tranquilo y legal de las primeras elecciones, tanto para gobernador, como para Magistrados del Supremo Tribunal de Justicia del Estado, después de la caída de la dictadura, llevaría a destacados líderes políticos maderistas a ofrecerle la candidatura a gobernador, para el periodo 1912-1916. El triunfo de la candidatura a gobernador de José Rentería, apoyado por los clubes políticos que pidieron la renovación de los poderes del Estado, constituyó la derrota electoral de la oligarquía porfirista-redista, aliada del sector moderado de los maderistas sinaloenses encabezados por el ingeniero Manuel Bonilla.
Las diferencias políticas de Banderas con Madero, su desacuerdo con los Tratados de Ciudad Juárez, haberse opuesto a la injerencia de Madero en la política local, y el respaldo popular con que contaba, que lo convertía en el más fuerte candidato a suceder a Rentería en la gubernatura, motivaron que Madero, ya en la Presidencia de la República, en diciembre de 1911, encarcelara al general de Tepuche. En febrero de 1912, la reclusión de Banderas fue determinante, junto con otras motivaciones, para que sus más fieles subordinados y amigos, proclamaran el Plan de Ayala.

## Post-Maderismo
En la revolución zapatista en Sinaloa, el enfrentamiento entre antiguos correligionarios de la revolución maderista, le dio a los combates una ferocidad que no se contempló en las hostilidades de 1911.
En 1914 y 1915, la destacada actividad militar de Banderas, hizo que el general Zapata le extendiera nombramientos de Jefe de Operaciones Militares del Ejército Libertador en el Distrito Federal, con el grado de General de Brigada; y en el Estado de Hidalgo, habiéndolo ascendido a General de División. Banderas se incorporó al Cuerpo de Ejército del Norte, a las órdenes del general Villa, porque concebía una estrategia nacional para el desarrollo de la guerra contra los carrancistas, a diferencia de la visión localista del zapatismo; por su desacuerdo con la forma zapatista de hacer la guerra, relativo al carácter miliciano, no profesional y a la disciplina en el ejército; por los problemas personales que tuvo con el general Antonio Barona; pero fue determinante en su decisión de separarse del Ejército Libertador, que Zapata y sus generales no hicieran su mayor esfuerzo por concentrar al grueso de sus fuerzas, para cortar las líneas ferroviarias que abastecían a Obregón, de los hombres y pertrechos militares, enviados de Veracruz, con los que el sonorense logró vencer a Villa en las Batallas del Bajío.
En septiembre de 1915, al igual que en mayo de 1911, el ingeniero Manuel Bonilla y el general Banderas, fueron jefes, político y Militar, respectivamente, de los revolucionarios sinaloenses, aunque en 1915, solo de su facción partidaria de la Convención. Banderas fue el único sinaloense que alcanzó el grado más alto en el escalafón del Ejército Convencionista, el de General de División. En reconocimiento a su liderazgo militar, Las fuerzas convencionistas sinaloenses, de los generales Gaxiola y Riveros, se pusieron a sus órdenes, en agosto de 1915, sumándose a la División Banderas. Por sus méritos militares, el general Villa, le dio a Banderas, el mando de varias Brigadas de su ejército, incorporándolas a su División, para que comandara el ataque a los carrancistas en Sinaloa, simultáneamente al ataque que él, encabezó en Sonora, en lo que fue la última ofensiva del ejército regular villista, antes de pasar en 1916, a desarrollar una campaña guerrillera.
Banderas decidió rendirse junto con el general Bachomo en Movas, a principios de enero de 1916, después de sus derrotas en el norte de Sinaloa y por haber perdido toda esperanza en el triunfo de la causa convencionista, al enterarse de que el general Villa se retiraba de Sonora derrotado y que se habían rendido los generales maytorenistas, que mandaban las fuerzas de la Convención en Sonora.
Para poder salir de la Cárcel, Banderas fue pragmático, le pidió a Carranza lo incorporara a su ejército, reconociéndole su grado militar. Carranza libera a Banderas el 1 de mayo de 1917, quién se incorpora al Ejército Nacional, nombre que tomó el Ejército Constitucionalista, al entrar en vigencia la nueva Constitución, con su grado de General de Brigada, que le fue reconocido a partir de esa fecha, quedando a disposición de la Secretaría de Guerra y Marina. La condición de Banderas de general exconvencionista, amnistiado e incorporado al ejército de Carranza, se agravó cuando con fecha 20 de septiembre de 1917, Zapata desde el Cuartel General del Ejército Libertador de la República en Tlaltizapán, Morelos, expidió el Decreto contra los traidores a la Revolución. Por este decreto, Banderas era considerado por los zapatistas, traidor a la Revolución y estaba condenado a muerte.
Desde el 15 de octubre, los diarios de la capital del país, informaron que Banderas organizaba su columna, teniendo como jefe de su Estado Mayor, al teniente coronel Adolfo León Osorio, pero además, señalaban que estaba por salir al estado de Morelos para participar en la campaña contra los zapatistas. A fines de octubre, desde Tochimilco, Puebla, el general Gildardo Magaña le escribe a Zapata dándole estas noticias, quién a su vez, desde Tlaltizapán, Morelos, le contesta diciéndole “...lo relativo a Banderas que vendrá a invadir el sur, lo cual no tiene ninguna importancia, pues es bien conocido el individuo de referencia...” insinuando conocer la intención de Banderas de reintegrarse al Zapatismo.

## Discusión de la Ley de Suspensión de Garantías Individuales
Mientras Banderas en la Ciudad de México organizaba su columna, tenía lugar un suceso que determinaría el futuro del general de Tepuche. El martes 16 de octubre, en la sesión de la Cámara de Diputados del Congreso General, continuaba la discusión en lo general de la Ley de Suspensión de Garantías Individuales, propuesta por el gobierno de Carranza y objetada por algunos diputados obregonistas. Luego de que en votación económica, no se tomara en consideración la moción presentada por el diputado Julio Zapata, para que la discusión continuara a puerta cerrada; prosiguió el debate en sesión pública, por lo que al día siguiente, los periódicos capitalinos pudieron publicar lo que deliberaron los diputados.
La discusión la inició el diputado Juan de Dios Robledo, para criticar lo que en la sesión de un día antes, habían dicho los diputados José Siurob Ramírez y coronel Miguel Ángel Peralta, dijo Robledo, que éstos, habían asentado hechos falsos; Siurob había criticado a los Secretarios de Estado o Subsecretarios Encargados del Despacho, del gabinete de Carranza. Por su parte, Peralta había criticado al ejército, señaló que muchos miembros de éste cometían desmanes y que violaciones a la ley, como fraudes electorales, habían provocado justificados levantamientos. Robledo defendió al ejército diciendo que no se justificaba “el levantamiento de algunos rebeldes contra el principio mismo de la revolución, sólo porque hayan cometido tales o cuales desmanes, individuos pertenecientes a la administración pública”.
Peralta, pronunció el discurso en el que ofendió al general Banderas:
"Los dos cargos que se me hacen son los siguientes: Primero: haber dicho desde la tribuna que, en mi concepto, aquellos
ciudadanos que se han levantado en armas, como una protesta
por la violación burda que se ha hecho del voto popular en distintos Estados de la República, que esos ciudadano, digo,
estaban en su completo derecho; sigo creyendo lo mismo y
siempre aseguraré lo mismo. ... pero en vista de que no se ha
hecho ninguna refutación seria a este concepto mío, paso por alto
sobre esta cuestión para tratar de lleno lo que se ha dado en llamar “mis ataques al Ejército Constitucionalista”. ... Desde luego, niego categóricamente, y con todo el énfasis de que soy capaz,
que el ejército actual sea el mismo Ejército que venció al
usurpador Huerta y que venció al reaccionario Villa; y lo niego
porque esta en la conciencia de todos los diputados. ¡No es el
mismo glorioso Ejército! ¡Qué va a ser! ¡Un Ejército del que se permite se separe Álvaro Obregón! ¡Un Ejército, en el que tal cosa
se permite para dar lugar a que entren Natera y Banderas “El
Agachado”, no es el mismo Ejército! Un Ejército en que el caudillo
más prestigiado de la Revolución, el hombre fuerte de ella, Álvaro
Obregón, ha tenido que salir para dar entrada en él a aquellos
individuos que han hecho armas contra las libertades, que han
amenazado la retaguardia nuestra cuando avanzábamos por el
Bajío, como Natera, y que se han llenado de oprobio por tantos
crímenes cometidos, como los ejecutados por Banderas “El
Agachado”, que según se dice pronto tendrá el mando de una
brigada o de una división para hacer la campaña en alguna región
de la República; ese Ejército no tiene derecho a llamarse el mismo
Ejército glorioso que venció a Huerta y venció a Villa. ... Se han
separado del Ejército una gran parte de los soldados, de las
clases, de la oficialidad, de los jefes y de los generales del Ejército,
para dar entrada a muchos otros que están muy lejos de tener la
dignidad y el valor y el valer de los ciudadanos que en un tiempo
fueron a defender las libertades del pueblo en los campos de
batalla; se ha dado entrada a muchos de los amnistiados, se ha
dado entrada a muchos soldados que combatieron contra nosotros
en los campos de batalla y que habiendo contraído hábitos de
ociosidad y de vicio, no encontrando otra manera de vivir, han
buscado un lugar en las filas del Ejército y han encontrado jefes lo
suficientemente torpes para permitir su entrada al mismo Ejército.
Han entrado al Ejército muchos rateros y desocupados, pero,
sobre todo, el peligro más grande lo veo yo en la entrada de
muchos exfederales al Ejército Constitucionalista. ... yo emplee
esto como un argumento para atacar la Ley de Suspensión de
Garantías, y creo que tenía absoluta razón en esto. No es posible
poner un arma tan peligrosa como es una ley que priva al
individuo de las garantías que le concede la Constitución; no es
posible hacer que esa arma esté en manos de individuos como los
que en su gran mayoría componen actualmente el Ejército. ... Si
ahora sin la Ley de Suspensión de Garantías, se están viendo
tantos casos en la República; si estamos presenciando tantos
atropellos, tantas infamias; si estamos contemplando todos los
días tantos horrores, ¿qué no será después cuando nosotros
hayamos dado una ley para autorizar esos desmanes, esos
atropellos?"
Al día siguiente, habiéndose publicado en la prensa de la capital, los ataques del diputado Peralta contra Natera y Banderas, este último, como siempre reaccionaba ante la injusticia, se indignó, y recordó que esos mismos falsos cargos, había levantado en su contra la prensa porfirista que se siguió publicando durante los gobiernos de León de la Barra y Madero, solo que ahora, se los hacía un “revolucionario” obregonista.

## Muerte del Gral. Banderas
El día domingo 10 de febrero de 1918, a la 1:30 de la tarde, en la dulcería y pastelería “El Globo”, de la Ciudad de México. Banderas acababa de entrar al establecimiento, cuando descubre que ahí se encontraba el coronel Miguel A. Peralta acompañado de un hermano y de otro coronel, exclamando el general: "¡Aquí está este diputadito hijo de su chin... que me insultó en la cámara!". Peralta lo había visto venir por la calle y estaba listo para defenderse, al escuchar a Banderas le respondió llamándolo bandolero, el general se le fue encima, lo abofeteo y lo tomó del cuello estrujándolo. Peralta, sin que Banderas lo percibiera, agarró su pistola y le disparó un tiro a quemarropa, Banderas se tambaleó, Peralta le hizo otro disparo y el general cayó al suelo, herido de muerte y murmurando que debía de haber usado su pistola y que ahora ya se había amolado. Temiendo Peralta que lograra usar su pistola, estando ya caído le descargó otros cuatro tiros, vaciando la carga de su pistola.
Así, murió el general Juan M. Banderas, “El Agachado”, en su acta de defunción se asienta que “falleció por herida de arma de fuego de la cabeza, tórax y abdomen".

## Impunidad
La policía, que llegó rápidamente a la escena del crimen, desarmó a Peralta, pero éste fue liberado por gozar de fuero constitucional, al ser diputado. El juez Segundo de Instrucción, Enrique Cervantes Olivera, ordenó que se le condujera a la Comisaría para tomarle su declaración. Pero al día siguiente, Peralta se dirige al licenciado Cervantes Olivera, advirtiéndole que como solo la Cámara de Diputados es competente para juzgar sus actos, no le reconoce ninguna jurisdicción para que lo consigne, pero está dispuesto a rendir su declaración, para lo cual esperará al personal del juzgado en el despacho de sus abogados.
Los integrantes de la fuerza de Banderas, protestaron por su asesinato, en una nota enviada a los periódicos, desde Calpulalpan, Tlaxcala, el día 11: "Estado Mayor, jefes y oficiales forman Columna “Banderas”, protestan enérgicamente contra vil asesinato de nuestro general, pidiendo justicia. El Teniente Coronel Jefe del Estado Mayor, A. Santibáñez Zazueta." Pero para Peralta, la impunidad estaba garantizada por su obregonismo, días después fue absuelto por el congreso. Al asumir Obregón la presidencia de la República, el 1 de diciembre de 1920, Peralta, que ya era general, ocupó el cargo de Oficial Mayor de la Secretaría de Guerra y Marina. En 1923, fue director del Colegio Militar. En 1927, fue partidario del candidato presidencial, opositor a la reelección de Obregón, el general sinaloense Francisco R. Serrano.